# Nestor de Magydos
Saint Nestor évêque de Magydos, en Pamphylie au IIIe siècle. Fête le 28 février en Orient et le 25 février en Occident.
Saint Nestor était un évêque grec. Il fut martyr, crucifié à Pergé en 251 sous Dèce.